# Peter Paul (Physiker)
Peter Paul (* 24. November 1932 in Dresden; † 11. März 2017 in Setauket, Long Island, New York) war ein deutscher Kernphysiker.
Paul wurde im Jahr 1959 an der Universität Freiburg promoviert und arbeitete danach zunächst als Postdoc an der Stanford University, bevor er 1967 an das Department of Physics and Astronomy der State University of New York at Stony Brook (SUNY) wechselte. Dort war er von 1986 bis 1990 und von 1996 bis 1998 als Department Chairman tätig. Im Jahr 1992 wurde er zum Distinguished Professor ernannt.
1998 wurde Paul als neuer Deputy Director for Science & Technology an das Brookhaven National Laboratory (BNL) berufen. Im selben Jahr war er als Chair des Nuclear Science Advisory Committee, dem er seit 1980 angehörte, wesentlich an den Planungen zum Bau des Relativistic Heavy Ion Collider beteiligt. Nachdem der damalige Labordirektor John H. Marburger zum Wissenschaftsberater von George W. Bush berufen wurde, war Paul von 2001 bis 2003 als Interimsdirektor des BNL tätig. Nach seiner Amtszeit wechselte Paul wieder an die Stony Brook University und wurde im Jahr 2015 emeritiert.
Pauls Forschungsinteresse galt unter anderem den Dipolresonanzen und Zerfallsmechanismen schwerer Atomkerne, den Neutrino-Oszillationen und der Schwerionen-Physik. Er war zudem maßgeblich beteiligt an der Konzeption und dem Aufbau eines Linearbeschleunigers zur Untersuchung von Kollisionen schwerer Ionen an der Stony Brook University.
Für seine kernphysikalischen Forschungen erhielt Paul unter anderem den Humboldt-Forschungspreis, das Verdienstkreuz 1. Klasse des Verdienstordens der Bundesrepublik Deutschland und die Ehrendoktorwürde an der Lomonossow-Universität Moskau. Darüber hinaus war Paul u. a. Fellow der Alfred P. Sloan Foundation und der American Physical Society.